# Amir Reza Chadem
Amir Reza Chadem Azghadi (pers. ‏امیررضا خادم ازغدی‎; ur. 10 lutego 1970 w Meszhedzie) – irański zapaśnik w stylu wolnym. Czterokrotny olimpijczyk. Brązowy medalista z Barcelony 1992 i Atlanty 1996, czwarty w Sydney 2000, jedenasty w Seulu 1988. Startował w kategoriach 68–88 kg.
Czterokrotny uczestnik mistrzostw świata, złoto w 1991, brąz w 1990. Złoto na igrzyskach azjatyckich w 1994. Zdobył trzy medale mistrzostw Azji, złoto w 1992 i 1993. Pierwszy w Pucharze Świata w 1994 roku.
Jest synem Mohammeda Chadem Chorasaniego, zapaśnika z igrzysk w 1960 i bratem Rasula Chadema, zapaśnika i medalisty z 1992 i 1996 roku.